# Adangme
El adangme (o dangme) és una llengua kwa que es parlen els adangmes del sud-est de Ghana, a les regions Volta i Oriental del país. El dangme és parlada per entre 800.000 (ethnologue, 2004) i 1.060.000 (joshuaproject) persones. El seu codi ISO 639-3 és ada i el seu codi al glottolog és adan1247.

## Classificació
Adangme forma part de les llengües Niger–Congo. Està estretament relacionat amb la llengua ga i juntes formen la branca de les llengües Ga–Dangme dins el Kwa.

## Situació geogràfica i pobles veïns
L'adangme es parla a Ghana per 800.000 persones.
És la llengua aborigen parlada a Ghana per les ètnies Ada, Osudoku, Manya Krobo, Yilo Krobo, Shai, Ningo, Prampram i Kpone. Els Kpone, malgrat ser una població Dangme, la gent parla la llengua Ga més que no pas el seu idioma indígena.
El territori d'aquestes diferents tribus va des de la costa al nord d'Akwapim i té tot el Dangmeland a l'est i les poblacions de l'ètnia ga a l'oest. Bawaleshi és prop d'Akwapim i els límits Ga.
Hi ha sis dialectes que coincideixen amb les divisions polítiques. Els dialectes litorals són Ada, Ningo i Prampram (Gbugbla). Els dialectes de l'interior són Shai (Sɛ), Krobo (Klo) i Osudoku.
Segons el mapa lingüístic de Ghana, el territori dangme té dues zones diferents. La més petita està al nord, en una península i una illa al centre del llac Volta i la més gran està a la riba occidental del riu Volta des del sud de l'embassament fins a la costa. En la zona més septentrional, els dangmes són veïns dels àkans al nord i a l'oest. Aquests també limiten amb la porció de terreny més gran del territori dangme a l'oest, a on també tenen com a veïns els cherepons, els lartehs i els ga. A l'est, els dangmes limiten amb els éwés, els àkans i els gua.

## Fonologia

### Consonants
- /l/ té com al·lòfons [l] i [r]
- /j/ té un al·lòfon [ʒ]

|                       | Bilabial | Bilabial | Labio- dental | Labio- dental | Alveolar | Alveolar | Postalveolar / palatal | Postalveolar / palatal | Velar | Velar | Labial-velar | Labial-velar | Glottal |
| --------------------- | -------- | -------- | ------------- | ------------- | -------- | -------- | ---------------------- | ---------------------- | ----- | ----- | ------------ | ------------ | ------- |
| Plosives & affricates | p        | b        |               |               | t        | d        | tʃ                     | dʒ                     | k     | ɡ     | kp           | ɡb           |         |
| Nasals                |          | m        |               |               |          | n        |                        | ɲ                      |       | ŋ     |              | ŋm           |         |
| Fricatives            |          |          | f             | v             | s        | z        |                        |                        |       |       |              |              |         |
| Approximants          |          |          |               |               |          | l        |                        | j                      |       |       |              | w            |         |

### Vocals
L'adangme té 7 vocals orals i 5 vocals nasals.
| Monoftongs  | Front | Central | Posterior |
| ----------- | ----- | ------- | --------- |
| Tancada     | i     |         | u         |
| Mig tancada | e     |         | o         |
| Mig oberta  | ɛ     |         | ɔ         |
| Oberta      |       | a       |           |

| Monoftongs  | Front | Central | Posterior |
| ----------- | ----- | ------- | --------- |
| Tancada     | ĩ     |         | ũ         |
| Mig tancada |       |         |           |
| Mig oberta  | ɛ̃     |         | ɔ̃         |
| Oberta      |       | ã       |           |

### Tons
L'adangme té tres tons: alt, mitjà i baix. Com molts altres idiomes africans occidentals té tone terracing.

### Fonotàctica
Les estructures sil·làbiques possibles són V, CV, o CCV on la segona consonant és /l/.

## Sistema d'escriptura
S'escriu amb l'alfabet llatí. normalment no s'escriuen els tons ni les nasalitzacions.
Les correspondències fonèmiques i ortogràfiques inclouen les següents:
- j - /dʒ/
- ng - /ŋ/
- ngm - /ŋm/
- ny - /ɲ/
- ts - /tʃ/
- y - /j/
- ɛ - /ɛ/
- ɔ - /ɔ/

## Sociolingüística, estatus i ús de la llengua
El dangme és una llengua educacional (EGIDS 4). És una llengua reconeguda des de les lleis de la Costa d'Or de 1951. És una llengua gaudeix d'un ús vigorós, està estandarditzada, té literatura i s'utilitza en l'ensenyament. Existeix dangme escrit des del 1966 en alfabet llatí. Entre el 30 i el 60% dels dangmes han estat alfabetitzats en llengua dangme i entre el 75 i el 100% l'aprenen com a segona llengua. El 1999 s'hi va traduir la Bíblia. Els dangmes també parlen l'anglès, llengua oficial de Ghana.